# MG SA
La MG SA ou MG 2 litres est une berline sportive  produite par la marque anglaise MG de 1936 à 1939. Lancée comme la 2 litres, c'est par après qu'elle devient connue comme la SA.
La voiture avait été prévue à l'origine comme berline aux performances avancées pour concurrencer les Voitures SS (appelées plus tard Jaguar) et même les Bentley à suspension indépendante.
Le code d'usine était la EX150, désignée S-type. Un prototype a été fait dont le développement s'arrêta avec la fusion de MG avec Morris Motors en 1935. Le bureau de dessin de Cowley récupéra le projet, mais une voiture beaucoup plus conservatrice apparut,  avec un pont rigide arrière et un essieu faisceau à l'avant.
La voiture utilise une version syntonisée du moteur Morris six cylindres de 2062 cm³ QPHG qu'elle partagea avec la Wolseley Super Six, mais élargi à 2288 cm³. La cylindrée a encore augmenté à 2322 cm³ en 1937, la mettant à la hauteur de la Wolseley 18. C'était un moteur haut, et pour que la ligne de capot soit aussi basse que possible, les carburateurs   SU jumeaux étaient montés horizontalement. Le pont rigide arrière propulse la voiture par l'intermédiaire d'une boîte de vitesses manuelle à quatre rapports synchronisée sur les deux plus hauts rapports (sauf quelques premiers modèles). Des roues Fil sont montées et les freins à tambour sont actionnés hydrauliquement par un système Lockheed. Un système de levage Jackall est construit dans le châssis.
La carrosserie berline, la seule disponible au moment du lancement de la voiture, était faite en interne par Morris et donnait une spacieuse quatre portes avec la traditionnelle calandre MG flanquée de deux grands phares chromés. La roue de secours a été placée sur le couvercle de coffre. À l'intérieur il y avait des sièges individuels à l'avant et une banquette à l'arrière, le tout recouvert de cuir. Il a été beaucoup fait usage de noyer pour le tableau de bord et d'autres éléments de garniture. Une radio Philco est en option pour 18 Guinées (18,90£).
À partir d'avril 1936, un coupé décapotable Tickford rejoint la gamme au prix de 398£, la berline étant à 375£, et en juillet le carrossier Charlesworth présente une randonneuse quatre portes à 375£, qui avait à l'origine des portes garnies droites, remplacées par des pans coupés à partir de 1938, alors que la roue de secours se déplace sur l'aile avant. 
Des 2739 voitures produites, 350 furent exportées en Allemagne, le meilleur marché d'exportation de ce modèle. Au salon de Londres de 1938, aux côtés d'une SA il y a une nouvelle voiture de 2,6 litres, la WA. Elle a probablement été conçue pour la remplacer, mais les deux voitures furent vendues en parallèle jusqu'au déclenchement de la guerre en 1939, qui mit fin à la production. Aucune ne fut réintroduite en 1945.

## Galerie

M.G. M-type 2 places de sport
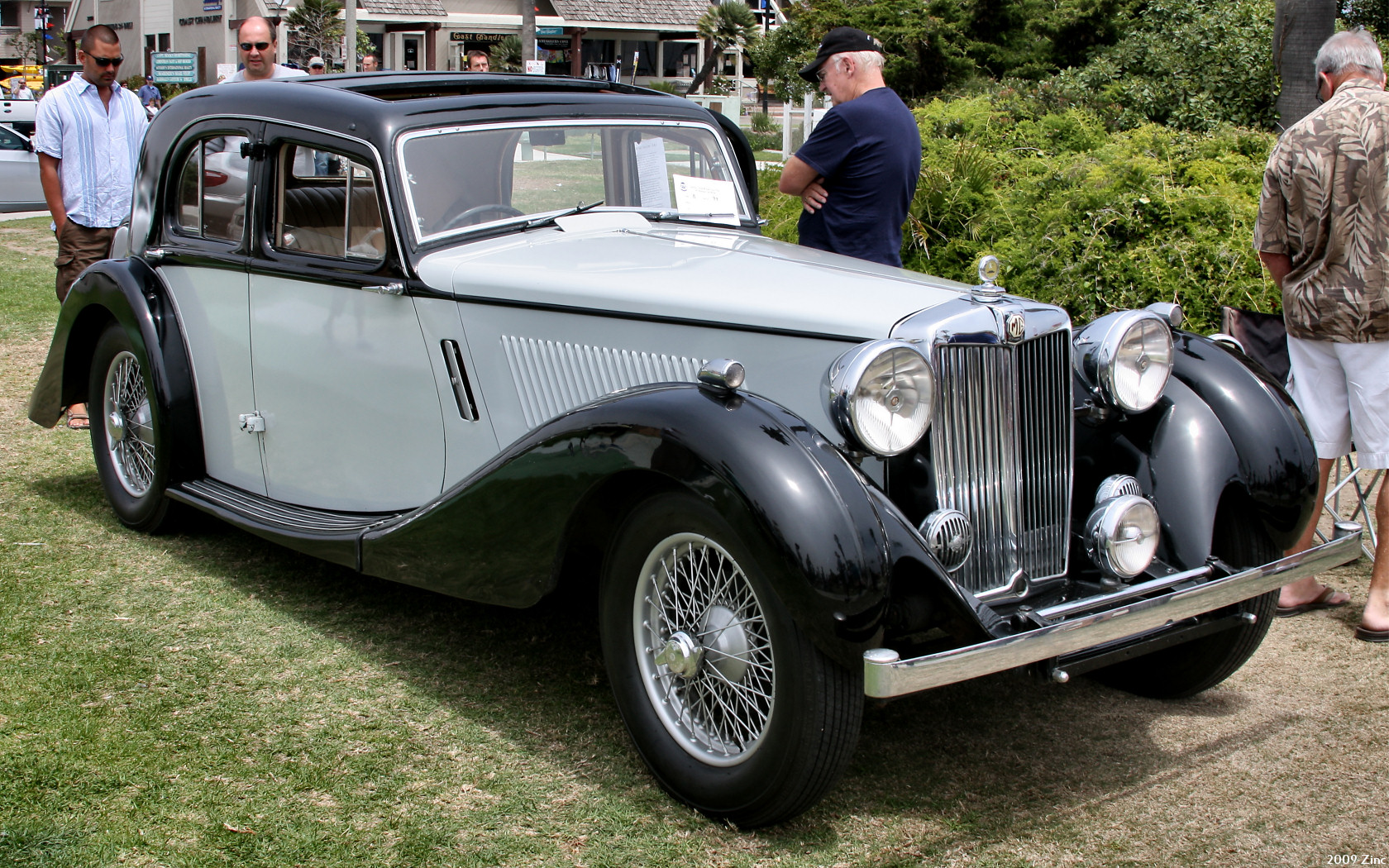
Standard 4 portes, berline de sport de 1938
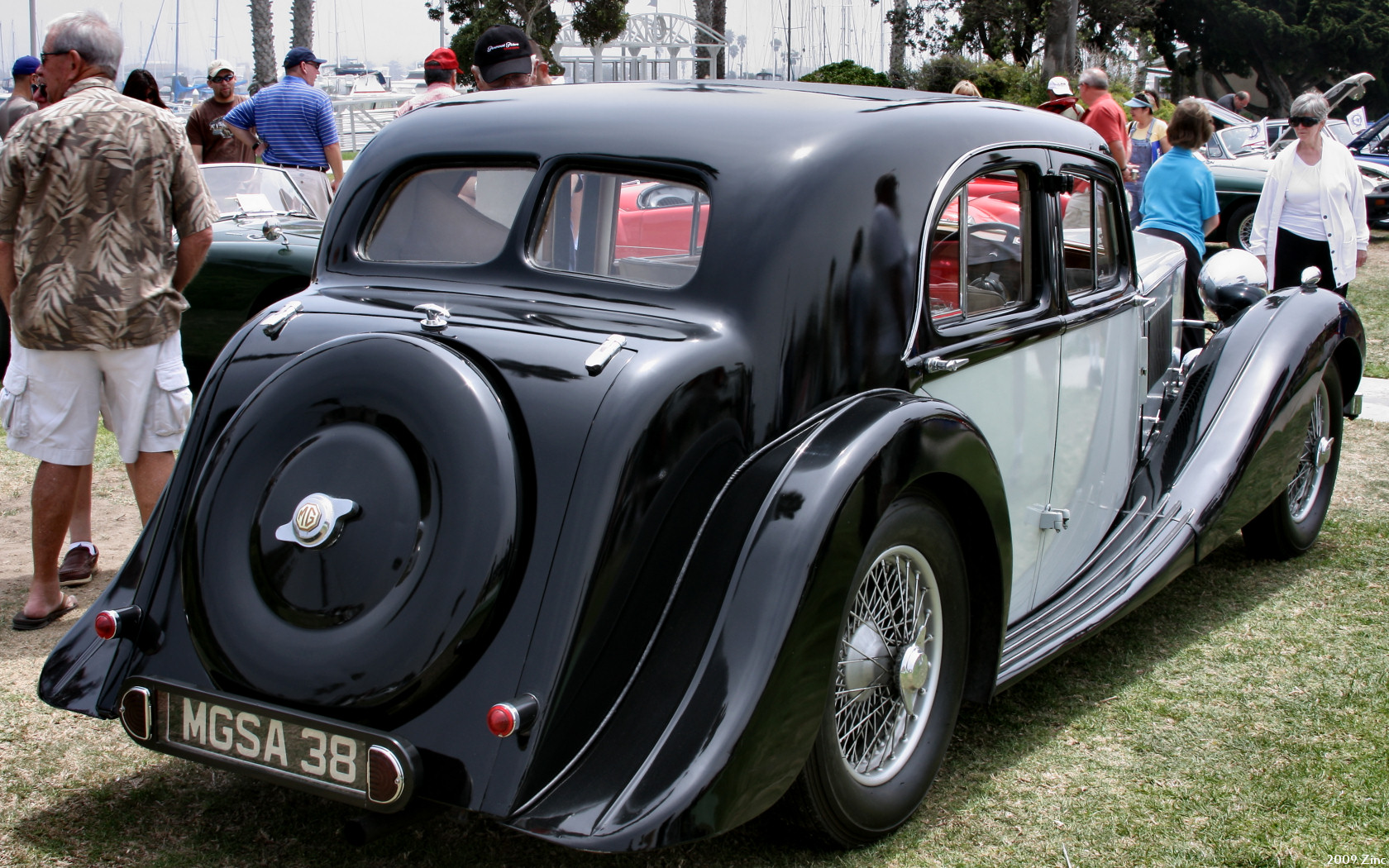
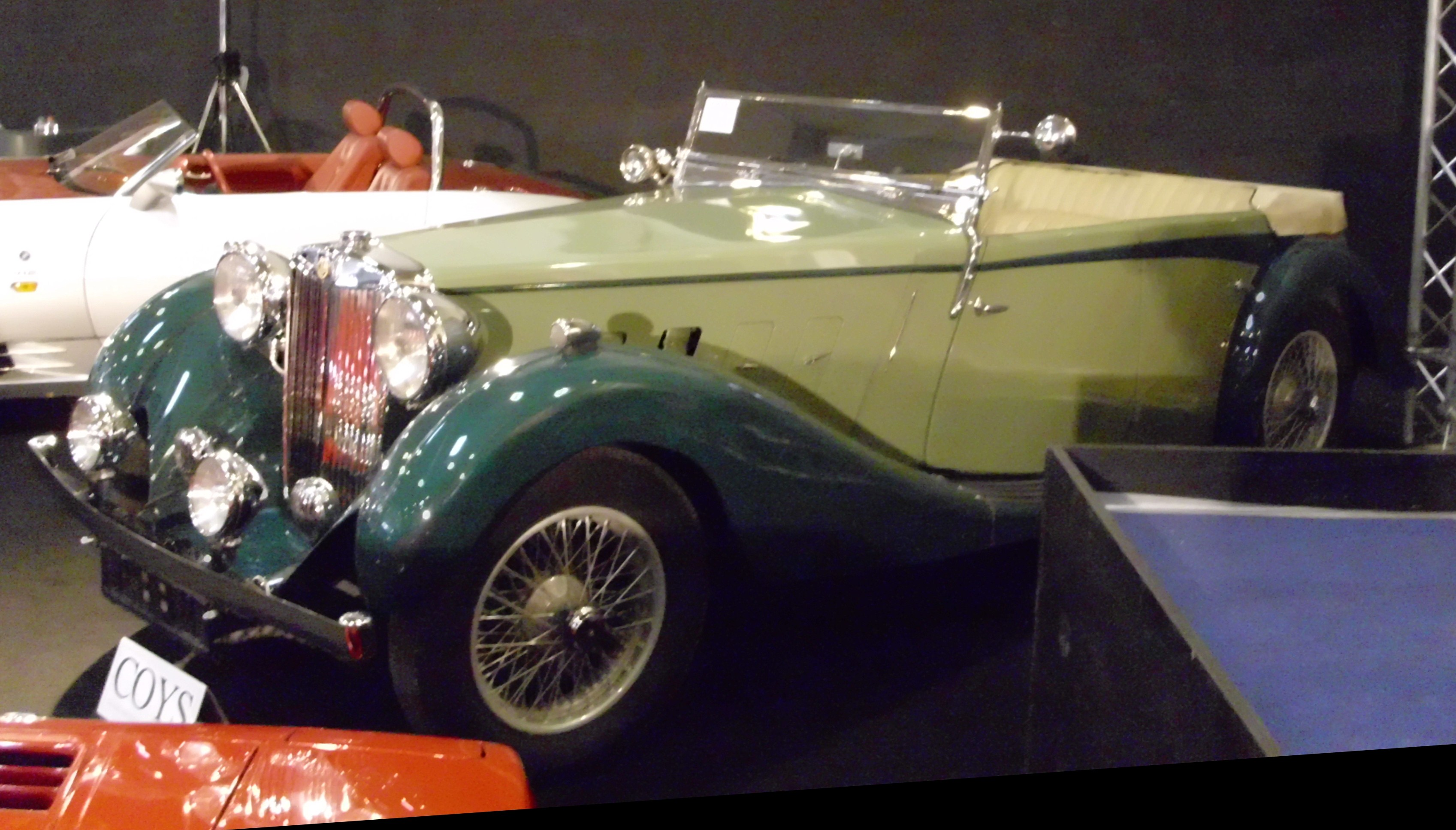
Randonneuse Charlesworth 4-portes 1936
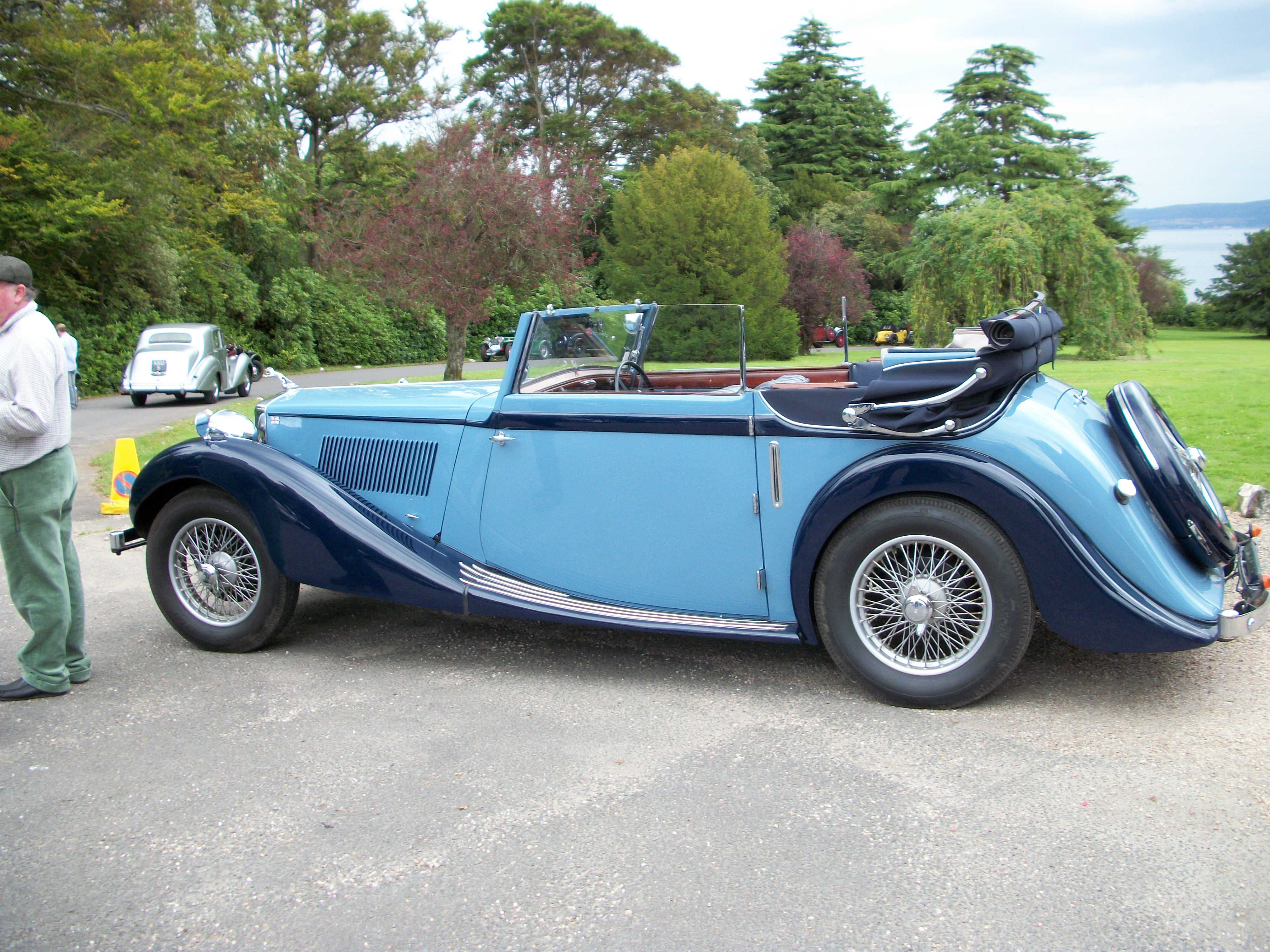
Tickford coupé décapotable 1938
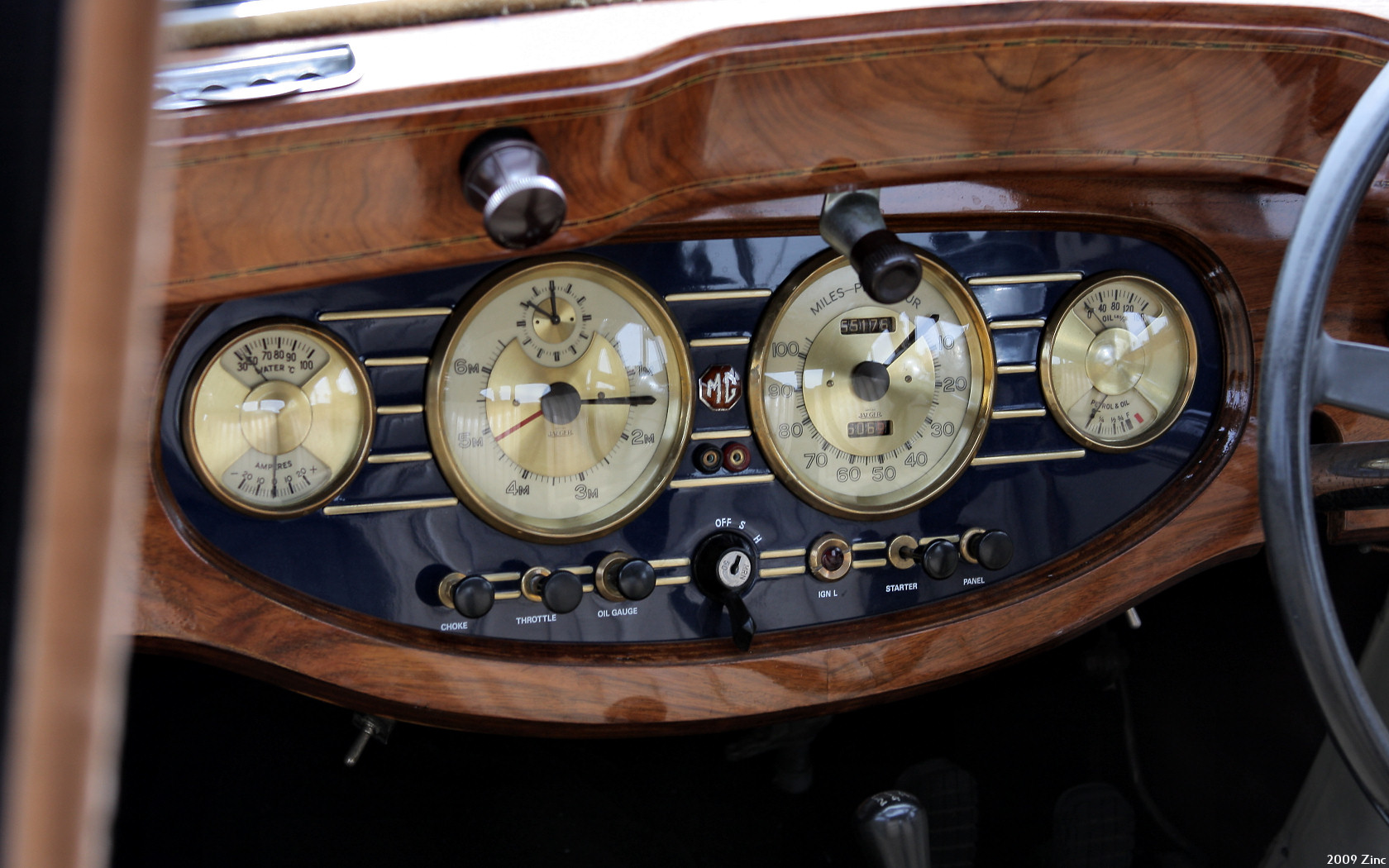
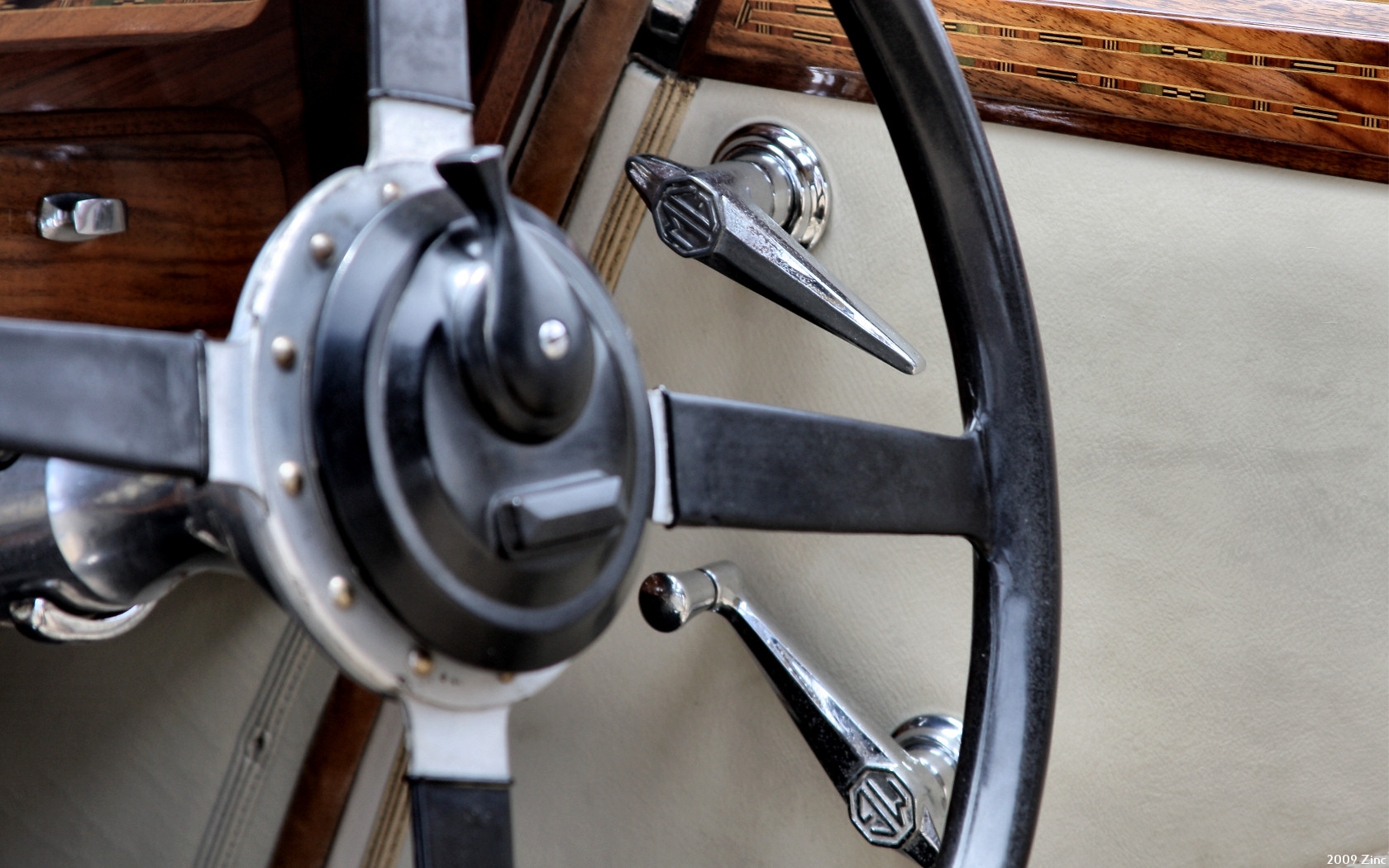
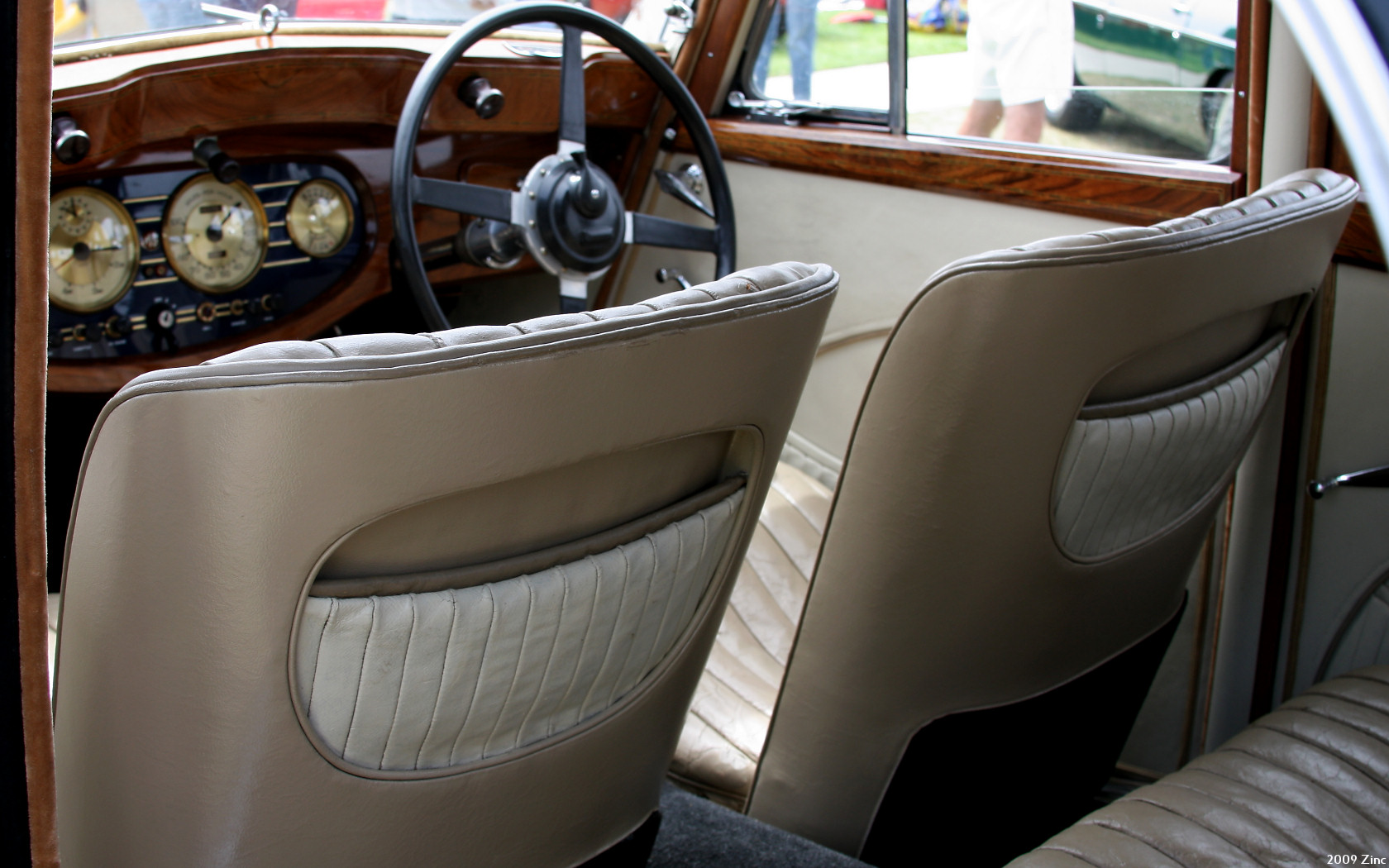
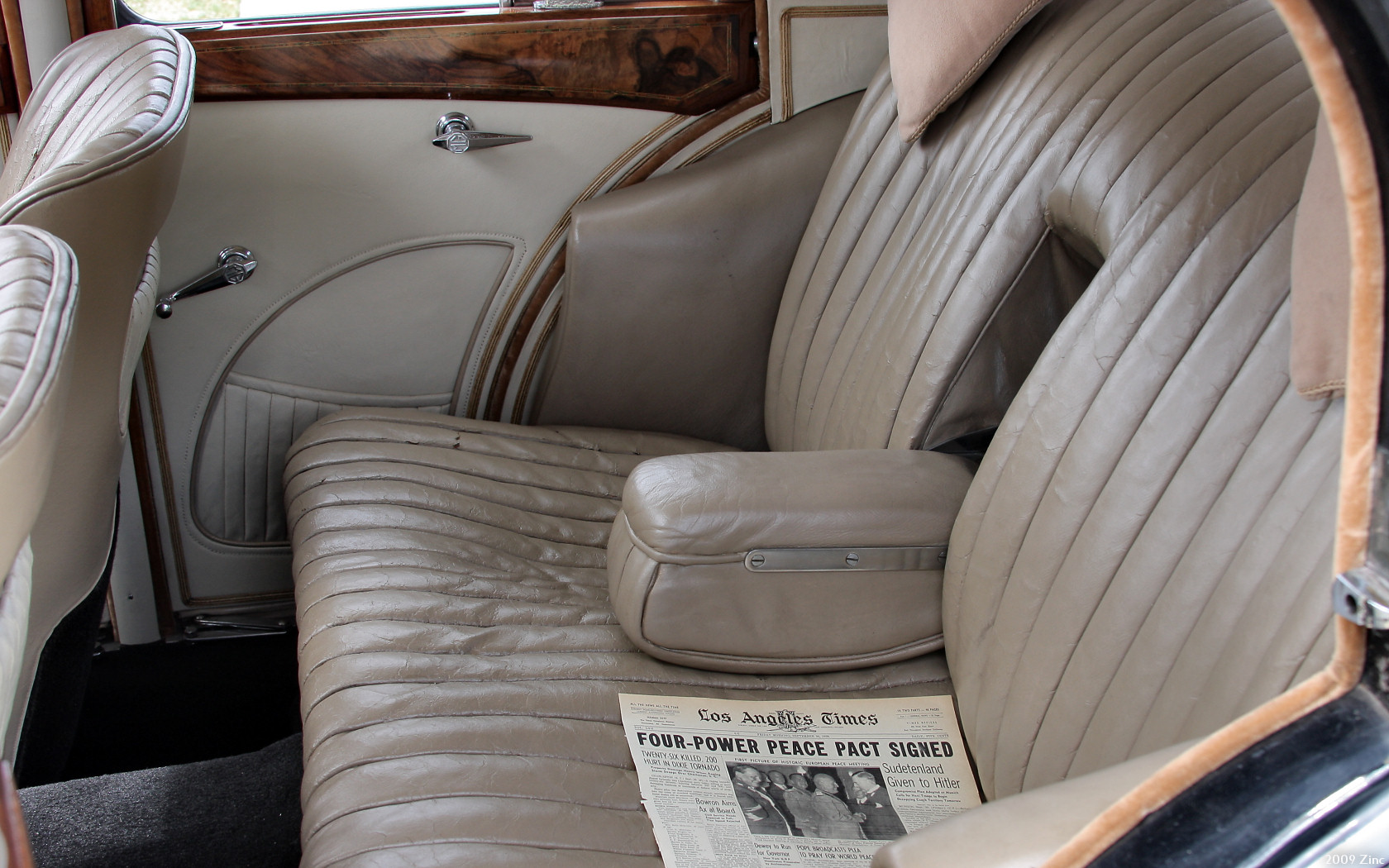